# Bolivia Carmichaels
Bolivia Carmichaels est le nom de scène de Daniel P. Elliott, un artiste de drag américain basé à Portland, Oregon. Depuis 1995, elle s'est produite dans des établissements LGBT tels que CC Slaughters, Darcelle XV Showplace et la défunte Embers Avenue, et a également participé à de nombreux événements communautaires.

## Biographie

### Enfance, éducation et débuts
Daniel P. Elliott a grandi à Portland, Oregon et était conscient qu'il était queer à un jeune âge. À 18 ans, Elliott fréquentait la City Nightclub, décrite par Crystal Ligori de l'Oregon Public Broadcasting comme "un refuge pour les jeunes LGBTQ+ de Portland dans les années 80 et 90". Selon Ligori, "Elliott était un enfant de théâtre et a grandi en jouant de la trompette, alors quand il a vu les artistes à la City Nightclub, il a su qu'il voulait en faire partie".

### Carrière
Le personnage de drag d'Elliott Bolivia Carmichaels a été créé à la City Nightclub. Depuis 1995, elle s'est produite dans les établissements ⁣⁣LGBT⁣⁣, CC Slaughters, Darcelle XV Showplace, et la désormais fermée Embers Avenue. En 2020, elle avait été animatrice de dragsters et animatrice à CC Slaughters pendant 16 ans. Elle a également participé à La Femme Magnifique International Pageant, s'est produite à l'émission de variétés annuelle Peacock in the Park et a animé une émission de radio.
En 2016, Bolivia Carmichaels a été juge au Schlittentag, un événement sponsorisé par Red Bull au Mount Hood 's Skibowl in Government Camp. Elle a également organisé la célébration d'adieu lors de la fermeture de Blue Collar Baking. Elle faisait partie du casting de Darcelle XV Showplace, à partir de 2017. Elle s'est produite à la Superstar Diva MegaShow hebdomadaire de CC Slaughters et à d'autres événements de danse, de 2017 à 2021. Andrew Jankowski du Portland State Vanguard and Willamette Week a décrit la Superstar Diva MegaShow comme "l'un des spectacles de dragsters les plus anciens de Portland" avec "des prises auto-expressives sur des comédiennes aux cheveux roux, des starlettes hollywoodiennes et des méchants de Disney, entre autres icônes",. En 2019, Jankowski a écrit : "Darcelle's est l'endroit incontournable pour le style de drag le plus traditionnel : maquillage épais, robes classiques et blagues dignes de gémissements de certaines des meilleures reines de Portland", notamment Bolivia Carmichaels, Darcelle XV et Poison Eaux.

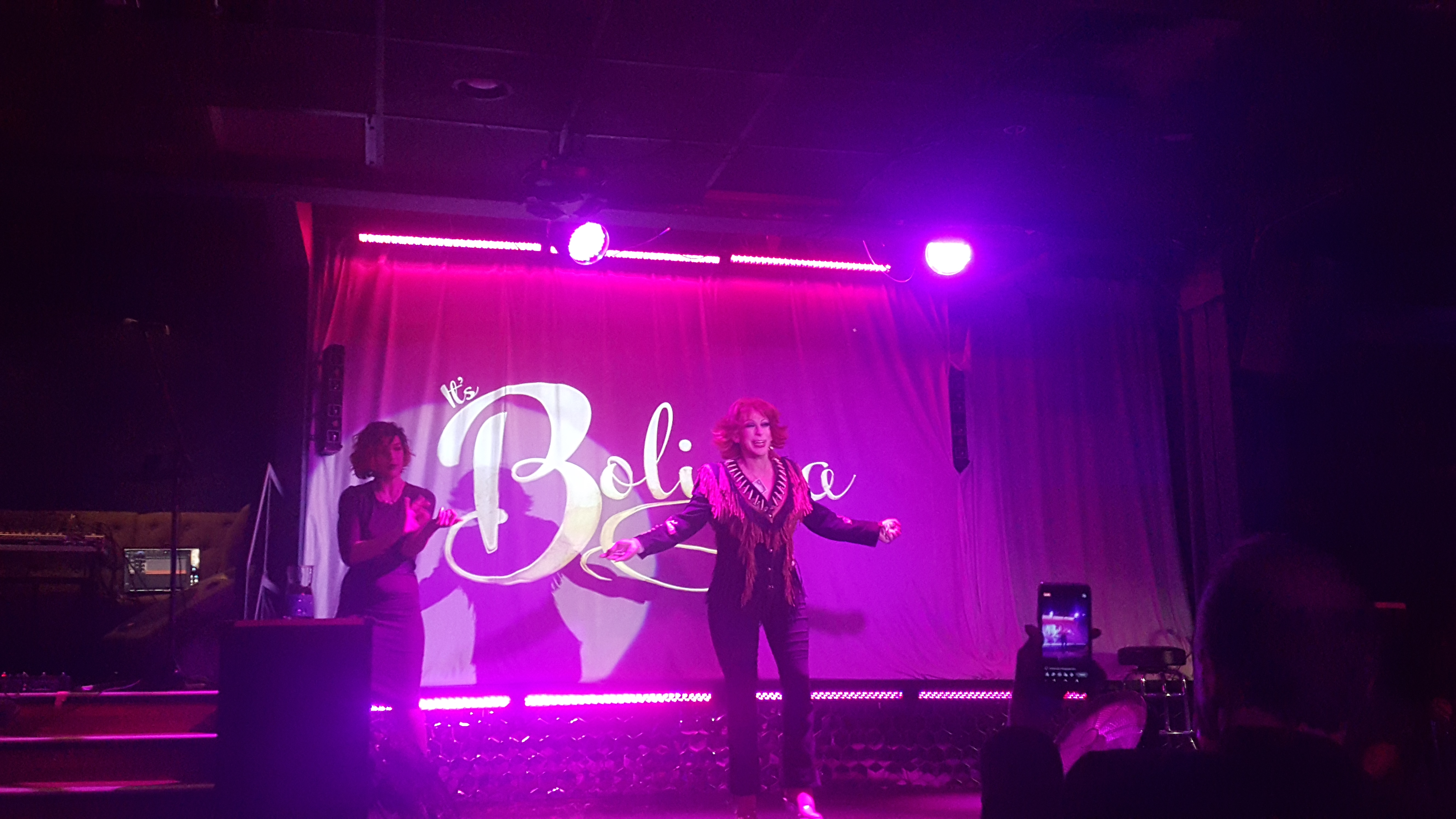
Bolivie Carmichaels au CC Slaughters en 2022

En 2019, Bolivia Carmichaels a célébré un mariage simulé entre un homme et son petit ami fabriqué à partir de boîtes à vin lors d'un événement au profit de la section de l'Oregon de l'Union américaine des libertés civiles. Elle s'est également produite au Kona Pride Festival, se faisant passer pour Reba McEntire. Bolivia Carmichaels a reçu le prix Spirit of Crown Prince Roc 2019 de l'Imperial Sovereign Rose Court of Oregon, qui est décerné "à une personne après des années de service, qui maintient notre organisation plus grande que nature, non seulement une présence, mais aussi un moteur et un agitateur dans la communauté par la performance et l'activisme ».
En 2020, pendant la pandémie de COVID-19, elle s'est produite dans un spectacle de dragsters virtuel organisé par l'Alliance LGBTQA3 de l'Université de l'Oregon. Drew York du Daily Emerald ' écrit : "Une reine de longue date avec une histoire de sensibilisation communautaire, Bolivia Carmichaels a donné une performance à multiples facettes, vêtue d'une robe violette veloutée et synchronisant un duo sur " A Whole New World " avec un marionnette. Carmichaels a permis à son passe-temps de marionnettiste d'occuper le devant de la scène, et cela a certainement eu des moments humoristiques". Elle a également joué via Drag Delivered, offrant des performances socialement éloignées au profit d'une organisation à but non lucratif locale,, et à Shine Distillery and Grill 's Drag Thru, permettant aux clients de voir des performances de drag pendant le service de vente à emporter,. La populaire série Drag Thru est revenue en 2021, avec la participation de Bolivia Carmichaels. Elle a aussi coanimé le gala virtuel de l'Oregon Children's Theatre en 2021,.

## Vie privée
Les pronoms de genre préférés de Bolivia Carmichaels sont she/her .